# Československá hokejová reprezentace v sezóně 1972/1973
Československá hokejová reprezentace v sezóně 1972/1973 sehrála celkem 27 zápasů.

## Přehled mezistátních zápasů
| Pořadí | Datum             | Soupeř  | Výsledek             | Soutěž                 | Místo utkání   |
| ------ | ----------------- | ------- | -------------------- | ---------------------- | -------------- |
| 571.   | 25. září 1972     | NDR     | 2:2 (1:0, 0:0, 1:2)  | přátelsky              | Ústí nad Labem |
| 572.   | 27. září 1972     | NDR     | 3:1 (1:0, 2:1, 0:0)  | přátelsky              | Liberec        |
| 573.   | 28. září 1972     | NDR     | 8:1 (4:0, 2:1, 2:0)  | přátelsky              | Praha          |
| 574.   | 30. září 1972     | Kanada  | 3:3 (0:2, 2:0, 1:1)  | přátelsky              | Praha          |
| 575.   | 8. listopadu 1972 | Švédsko | 10:4 (2:2, 5:2, 3:0) | přátelsky              | Praha          |
| 576.   | 9. listopadu 1972 | Švédsko | 3:2 (0:1, 3:1, 0:0)  | přátelsky              | Praha          |
| 577.   | 18. prosince 1972 | Švédsko | 2:2 (1:2, 1:0, 0:0)  | Cena Izvestijí 1972    | Moskva         |
| 578.   | 20. prosince 1972 | Polsko  | 3:0 (0:0, 1:0, 2:0)  | Cena Izvestijí 1972    | Moskva         |
| 579.   | 21. prosince 1972 | Finsko  | 1:1 (1:1, 0:0, 0:0)  | Cena Izvestijí 1972    | Moskva         |
| 580.   | 23. prosince 1972 | SSSR    | 4:8 (1:1, 3:4, 0:3)  | Cena Izvestijí 1972    | Moskva         |
| 581.   | 2. února 1973     | Finsko  | 3:2 (2:0, 1:1, 0:1)  | přátelsky              | Tampere        |
| 582.   | 3. února 1973     | Finsko  | 2:1 (2:1, 0:0, 0:0)  | přátelsky              | Helsinky       |
| 583.   | 5. února 1973     | Švédsko | 6:1 (3:1, 2:0, 1:0)  | přátelsky              | Stockholm      |
| 584.   | 6. února 1973     | Švédsko | 0:2 (0:0, 0:0, 0:2)  | přátelsky              | Göteborg       |
| 585.   | 18. března 1973   | Polsko  | 8:2 (4:1, 3:1, 1:0)  | přátelsky              | Katovice       |
| 586.   | 20. března 1973   | Finsko  | 6:0 (1:0, 2:0, 3:0)  | přátelsky              | Ostrava        |
| 587.   | 22. března 1973   | Finsko  | 2:2 (0:0, 1:2, 1:0)  | přátelsky              | Opava          |
| 588.   | 31. března 1973   | Polsko  | 14:1 (3:0, 6:0, 5:1) | Mistrovství světa 1973 | Moskva         |
| 589.   | 2. dubna 1973     | Švédsko | 0:2 (0:0, 0:0, 0:2)  | Mistrovství světa 1973 | Moskva         |
| 590.   | 3. dubna 1973     | SRN     | 4:2 (1:0, 2:1, 1:1)  | Mistrovství světa 1973 | Moskva         |
| 591.   | 5. dubna 1973     | SSSR    | 2:3 (1:1, 0:1, 1:1)  | Mistrovství světa 1973 | Moskva         |
| 592.   | 7. dubna 1973     | Finsko  | 4:2 (3:1, 1:1, 0:0)  | Mistrovství světa 1973 | Moskva         |
| 593.   | 8. dubna 1973     | Polsko  | 4:1 (1:0, 2:0, 1:1)  | Mistrovství světa 1973 | Moskva         |
| 594.   | 10. dubna 1973    | Švédsko | 3:3 (1:0, 1:2, 1:1)  | Mistrovství světa 1973 | Moskva         |
| 595.   | 11. dubna 1973    | SRN     | 7:2 (2:1, 3:0, 2:1)  | Mistrovství světa 1973 | Moskva         |
| 596.   | 13. dubna 1973    | SSSR    | 2:4 (1:2, 0:1, 1:1)  | Mistrovství světa 1973 | Moskva         |
| 597.   | 15. dubna 1973    | Finsko  | 8:0 (3:0, 0:0, 5:0)  | Mistrovství světa 1973 | Moskva         |

## Bilance sezóny 1972/73
| Soupeř  | Zápasy | Výhry | Remízy | Prohry | Skóre  |
| ------- | ------ | ----- | ------ | ------ | ------ |
| Finsko  | 7      | 5     | 2      | 0      | 26:8   |
| Kanada  | 1      | 0     | 1      | 0      | 3:3    |
| NDR     | 3      | 2     | 1      | 0      | 13:4   |
| Polsko  | 4      | 4     | 0      | 0      | 29:4   |
| SRN     | 2      | 2     | 0      | 0      | 11:4   |
| SSSR    | 3      | 0     | 0      | 3      | 8:15   |
| Švédsko | 7      | 3     | 2      | 2      | 24:16  |
| Celkem  | 27     | 16    | 6      | 5      | 114:54 |

## Další zápasy reprezentace
| Datum             | Soupeř                 | Výsledek             | Soutěž      | Místo utkání       |
| 26. prosince 1972 | Owen Sound Downtowners | 6:3 (2:2, 2:1, 2:0)  | Ontario cup | Owen Sound         |
| 28. prosince 1972 | Galt Hornets           | 8:5 (1:2, 2:2, 5:0)  | Ontario cup | Galt               |
| 29. prosince 1972 | Dynamo Moskva          | 5:3 (1:1, 0:1, 4:1)  | Ontario cup | Toronto            |
| 31. prosince 1972 | Brantford Foresters    | 7:1 (1:1, 2:0, 4:0)  | přátelsky   | Brantford          |
| 1. ledna 1973     | Windsor Spitfires      | 14:1 (3:0, 7:1, 4:0) | přátelsky   | Windsor (Ontario)  |
| 3. ledna 1973     | Timrå IK               | 6:1 (1:0, 1:0, 4:1)  | Ontario cup | Kitchener          |
| 4. ledna 1973     | Kingston Aces          | 9:1 (3:1, 3:0, 3:0)  | Ontario cup | Kingston (Ontario) |
| 25. března 1973   | SSSR B                 | 3:1 (2:0, 1:1, 0:0)  | přátelsky   | Havířov            |
| 26. března 1973   | SSSR B                 | 8:4 (2:0, 3:3, 3:1)  | přátelsky   | Karviná            |

## Přátelské mezistátní zápasy
Československo –  NDR	2:2 (1:0, 0:0, 1:2)
25. září 1972 – Ústí nad Labem

Branky a nahrávky Československa: 19. Bohuslav Ebermann (Ivan Hlinka), 49. Bedřich Brunclík (Ivan Hlinka).

Branky a nahrávky NDR: 46. Hartmut Nickel, 48. Rolf Bielas.

Rozhodčí: Korczyk (POL), Alexander Zagorski (POL)

Vyloučení: 2:4 (využití 0:1, v oslabení 1:0)
ČSSR: Vladimír Dzurilla - Oldřich Machač, František Pospíšil, Milan Kužela, Vladimír Bednář, Milan Kajkl, Karel Vohralík - Jan Klapáč, Jaroslav Holík, Jiří Holík – Jiří Kochta, Václav Nedomanský, Josef Paleček – Ivan Hlinka, Bedřich Brunclík, Bohuslav Ebermann (Július Haas).
NDR: Joachim Hurbanek – Bernd Karrenbauer, Helmut Novy, Dietmar Peters, Frank Braun - Rolf Bielas, Peter Slapke, Dieter Huschto - Joachim Stasche, Rainer Patschinski, Hartmut Nickel - Reinhard Karger, Dieter Simon, Rüdiger Noack – Roland Peters.
 Československo –  NDR	3:1 (1:0, 2:1, 0:0)
27. září 1972 – Liberec

Branky Československa: 14. Bedřich Brunclík, 33. Bohuslav Ebermann, 34. Ivan Hlinka.

Branky a nahrávky NDR: 23. Hartmut Nickel (Joachim Stasche).

Rozhodčí: Korczyk (POL), Alexander Zagorski (POL)

Vyloučení: 3:2 (využití 0:1)
ČSSR: Jiří Holeček - Oldřich Machač, František Pospíšil, Jiří Bubla, Josef Horešovský, Karel Vohralík, Milan Kajkl, Vladimír Bednář - Jan Klapáč, Jaroslav Holík, Jiří Holík – Vladimír Martinec, Richard Farda, Bohuslav Šťastný – Ivan Hlinka, Bedřich Brunclík, Bohuslav Ebermann - Josef Paleček, Jiří Kochta.
NDR: Joachim Hurbanek – Ralf Thomas, Hartwig Schur, Dietmar Peters, Frank Braun, Helmut Novy, Bernd Karrenbauer – Reinhard Karger, Dieter Simon, Rüdiger Noack – Hartmut Nickel, Joachim Stasche, Rainer Patschinski – Roland Peters, Rolf Bielas, Peter Slapke.
 Československo –  NDR	8:1 (4:0, 2:1, 2:0)
28. září 1972 – Praha

Branky Československa: 7. František Pospíšil, 8. Bohuslav Šťastný, 15. Richard Farda, 19. Vladimír Martinec, 35. Ivan Hlinka, 37. Jiří Kochta, 52. Bedřich Brunclík, 54. Július Haas.

Branky NDR: 34. Rolf Bielas.

Rozhodčí: Korczyk (POL), Alexander Zagorski (POL)

Vyloučení: 2:2 (využití 0:0)
ČSSR: Vladimír Dzurilla - Milan Kužela, Josef Horešovský, Jiří Bubla, Vladimír Bednář, Oldřich Machač, František Pospíšil - Vladimír Martinec, Richard Farda, Bohuslav Šťastný – Jiří Kochta, Václav Nedomanský, Josef Paleček (41. Július Haas) – Ivan Hlinka, Bedřich Brunclík, Július Haas (41. Bohuslav Ebermann).
NDR: Joachim Hurbanek – Ralf Thomas, Hartwig Schur, Frank Braun, Bernd Karrenbauer, Helmut Novy - Rolf Bielas, Peter Slapke, Roland Peters - Joachim Stasche, Rainer Patschinski,  Hartmut Nickel – Reinhard Karger, Dieter Simon, Rüdiger Noack.
 Československo –  Kanada	3:3 (0:2, 2:0, 1:1) 
30. září 1972 – Praha

Branky Československa: 29:02 Bohuslav Šťastný, 35:24 Vladimír Martinec, 42:28 Jiří Kochta.

Branky Kanady: 8:19 Serge Savard, 13:55 Peter Mahovlich, 59:56 Serge Savard.

Rozhodčí: Rudolf Baťa (TCH) – Ivo Filip, Aleš Pražák (TCH)

Vyloučení: 5:7 (využití 2:1) navíc Bobby Clarke na 5 min.
ČSSR: Jiří Holeček –  Oldřich Machač, František Pospíšil, Milan Kužela, Vladimír Bednář, Jiří Bubla, Josef Horešovský – Jan Klapáč (21. Ivan Hlinka), Jaroslav Holík, Jiří Holík – Jiří Kochta, Václav Nedomanský, Josef Paleček – Vladimír Martinec, Richard Farda, Bohuslav Šťastný.
Kanada: Ken Dryden – Richard Park, Dale Tallon, Serge Savard, Don Awrey, Rod Seiling, Brian Glennie – Yvan Cournoyer, Stan Mikita, Frank Mahovlich – Bill Goldsworthy, Marcel Dionne, Peter Mahovlich – Mike Redmond, Bobby Clarke, Dennis Hull – Wayne Cashman, Phil Esposito, Jean-Paul Parise.
 Československo –  Švédsko 10:4 (2:2, 5:2, 3:0)
8. listopadu 1972 – Praha

Branky a nahrávky Československa: 6:16 Ivan Hlinka (Jiří Kochta), 8:13 Jan Klapáč (Jiří Holík), 22:23 Josef Paleček (Jiří Kochta), 24:14 Jan Klapáč (Machač), 28:45 Bohuslav Šťastný (Richard Farda), 29:44 Bohuslav Šťastný (Vladimír Martinec), 38:07 Josef Paleček (Jiří Kochta), 47:16 Oldřich Machač (Jan Klapáč), 53:00 Bohuslav Šťastný (Vladimír Martinec), 55:26 Ivan Hlinka.

Branky a nahrávky Švédska: 13:55 Andersson (Ulf Sterner), 19:44 Inge Hammarström (Tord Lundström), 21:12 Tord Lundström (Ulf Sterner), 38:57 Tord Lundström (Inge Hammarström).

Rozhodčí: Viktor Dombrovskij (URS), Jurij Karandin (URS)

Vyloučení: 5:7 (využití 3:0)
ČSSR: Jiří Holeček –  Oldřich Machač, František Pospíšil, Vladimír Bednář (21. Milan Kužela), Jaroslav Šíma, Jiří Bubla, Josef Horešovský – Jan Klapáč, Jaroslav Holík, Jiří Holík – Jiří Kochta, Ivan Hlinka, Josef Paleček – Vladimír Martinec, Richard Farda, Bohuslav Šťastný.
Švédsko: Christer Abrahamsson – Börje Salming, Björn Johansson, Karl-Johan Sundqvist, Lars-Erik Sjöberg, Thomas Abrahamsson, Stig Östling – Tord Lundström, Håkan Wickberg, Inge Hammarström – Ulf Nilsson, Ulf Sterner, Kent-Erik Andersson - Stefan Karlsson, Hans Hansson, Anders Hedberg.
 Československo –  Švédsko 	3:2 (0:1, 3:1, 0:0)
9. listopadu 1972 – Praha

Branky Československa: 22. Bohuslav Ebermann, 23. Ivan Hlinka, 30. Bohuslav Šťastný.

Branky Švédska: 16. Stefan Karlsson, 38. Stefan Karlsson.

Rozhodčí: Viktor Dombrovskij (URS), Jurij Karandin (URS)

Vyloučení: 5:6 (využití 0:0)
ČSSR: Jiří Crha –  Oldřich Machač, František Pospíšil, Jiří Bubla, Josef Horešovský, Milan Kužela, Jaroslav Šíma – Eduard Novák, Bedřich Brunclík, Bohuslav Ebermann – Vladimír Martinec, Richard Farda, Bohuslav Šťastný – Jiří Kochta, Milan Nový (21. Ivan Hlinka), Josef Paleček
Švédsko: William Löfqvist – Tommy Andersson, Börje Salming, Karl-Johan Sundqvist, Lars-Erik Sjöberg, Stig Östling, Thomas Abrahamsson – Inge Hammarström, Håkan Wickberg, Tord Lundström – Willy Lindström, Ulf Sterner, Dan Labraaten – Stefan Karlsson, Mats Åhlberg, Anders Hedberg.
 Československo –  Finsko 	3:2 (2:0, 1:1, 0:1)
2. února 1973 – Tampere

Branky a nahrávky Československa: 7. Jiří Holík, 14. Július Haas (Václav Nedomanský), 37. Jiří Novák (Vladimír Martinec).

Branky a nahrávky Finska: 33. Jorma Vehmanen (Seppo Suoraniemi), 47. Seppo Suoraniemi (Matti Keinonen).

Rozhodčí: Alexej Reznikov (URS), Mikulcev (URS)

Vyloučení: 3:3 (využití 1:0)
ČSSR: Jiří Holeček –  Oldřich Machač, František Pospíšil, Milan Kužela, Jiří Bubla, Petr Adamík, Josef Horešovský – Jan Klapáč, Jaroslav Holík, Jiří Holík – Josef Paleček, Václav Nedomanský, Július Haas – Vladimír Martinec, Jiří Novák, Bohuslav Šťastný
Finsko: Antti Leppänen – Pekka Marjamäki, Heikki Riihiranta, Seppo Suoraniemi, Timo Saari, Pekka Kuusisto, Lalli Partinen – Juhani Tamminen, Veli-Pekka Ketola, Timo Turunen – Jorma Vehmanen, Seppo Repo, Matti Keinonen – Henry Leppä, Jukka Alkula, Seppo Ahokainen.
 Československo –  Finsko 	2:1 (2:1, 0:0, 0:0)
3. února 1973 – Helsinky

Branky a nahrávky Československa: 12. Július Haas (Václav Nedomanský), 13. Jiří Holík (Jan Klapáč).

Branky a nahrávky Finska: 15. Henry Leppä (Lalli Partinen).

Rozhodčí: Alexej Reznikov (URS), Mikulcev (URS)

Vyloučení: 8:5 (využití 0:0) navíc Oldřich Machač na 5 minut.
ČSSR: Jiří Crha – Oldřich Machač, František Pospíšil, Milan Kužela, Jiří Bubla, Milan Kajkl, Karel Vohralík – Jan Klapáč, Jaroslav Holík, Jiří Holík – Josef Paleček, Václav Nedomanský, Július Haas – Ivan Hlinka, Milan Nový, Bohuslav Ebermann - Vladimír Martinec, Jaroslav Pouzar.
Finsko: Jorma Valtonen – Pekka Marjamäki, Heikki Riihiranta, Seppo Suoraniemi, Timo Saari, Pekka Kuusisto, Lalli Partinen – Juhani Tamminen, Veli-Pekka Ketola, Seppo Ahokainen – Jorma Vehmanen, Seppo Repo, Matti Keinonen – Henry Leppä, Jukka Alkula, Raimo Suoniemi – Timo Turunen.
 Československo –  Švédsko  6:1 (3:1, 2:0, 1:0)
5. února 1973 – Stockholm

Branky a nahrávky Československa: 1:0 13. Bohuslav Šťastný (Jiří Novák), 15. Ivan Hlinka, 17. Jan Klapáč (Jaroslav Holík, Jiří Holík), 23. Jiří Novák (Vladimír Martinec), 34. Jan Klapáč, 52. Vladimír Martinec.

Branky a nahrávky Švédska: 1:1 13. Inge Hammarström.

Rozhodčí: Unto Viitala (FIN), Pentti Isotalo (FIN)

Vyloučení: 6:1 (využití 0:0)
ČSSR: Jiří Holeček – Oldřich Machač, František Pospíšil, Petr Adamík, Josef Horešovský, Milan Kužela, Karel Vohralík – Jan Klapáč, Jaroslav Holík, Jiří Holík – Vladimír Martinec, Jiří Novák, Bohuslav Šťastný – Ivan Hlinka, Milan Nový, Bohuslav Ebermann
Švédsko: William Löfqvist – Lars-Erik Sjöberg, Johansson, Börje Salming, Stig Östling, Bert-Ola Nordlander, Thomas Abrahamsson – Stefan Karlsson, Ulf Sterner, Lars-Göran Nilsson – Inge Hammarström, Håkan Wickberg, Tord Lundström – Dan Söderström, Mats Åhlberg, Anders Hedberg - Ulf Nilsson.
 Československo –  Švédsko 0:2 (0:0, 0:0, 0:2)
6. února 1973 – Göteborg

Branky a nahrávky Švédska: 44. Dan Söderström (Mats Åhlberg), 54. Dan Söderström (Anders Hedberg).

Rozhodčí: Unto Viitala (FIN), Pentti Isotalo (FIN)

Vyloučení: 4:2 (využití 0:0)
ČSSR: Jiří Crha – Oldřich Machač, František Pospíšil, Jiří Bubla, Josef Horešovský, Milan Kajkl, Karel Vohralík – Josef Paleček, Václav Nedomanský, Jaroslav Pouzar – Vladimír Martinec, Jiří Novák, Bohuslav Šťastný – Ivan Hlinka, Milan Nový, Bohuslav Ebermann – Jiří Holík.
Švédsko: Christer Abrahamsson – Karl-Johan Sundqvist, Lars-Erik Sjöberg, Bert-Ola Nordlander, Thomas Abrahamsson, Börje Salming, Björn Johansson – Stefan Karlsson, Ulf Sterner, Lars-Göran Nilsson – Dan Söderström, Mats Åhlberg, Anders Hedberg – Inge Hammarström, Ulf Nilsson, Tord Lundström.
 Československo –  Polsko 8:2 (4:1, 3:1, 1:0)
18. března 1973 – Katovice

Branky Československa: 5. Jiří Kochta, 9. Josef Paleček, 10. Josef Paleček, 19. Jiří Novák, 28. Jiří Novák, 32. Vladimír Martinec, 38. Richard Farda, 53. Eduard Novák.

Branky Polska: 16. Walenty Ziętara, 40. Krzysztof Birula-Białynicki.

Rozhodčí: Rudolf Baťa (TCH), Wojciech Szczepek (POL)

Vyloučení: 1:1 (využití 0:0)
ČSSR: Jiří Crha –  Oldřich Machač, František Pospíšil, Jiří Bubla, Josef Horešovský, Karel Vohralík, Milan Kužela, Petr Adamík – Jan Klapáč (Eduard Novák), Richard Farda, Jiří Holík – Vladimír Martinec, Jiří Novák, Bohuslav Šťastný – Josef Paleček, Ivan Hlinka, Jiří Kochta.
Polsko: Henryk Wojtynek (Walery Kosyl) – Jerzy Potz, Adam Kopczyński, Ludwik Czachowski, Robert Góralczyk, Henryk Janiszewski, Andrzej Szczepaniec, Andrzej Słowakiewicz – Krzysztof Birula-Białynicki, Jan Szeja, Mieczysław Jaskierski – Tadeusz Kacik, Józef Słowakiewicz, Walenty Ziętara – Jan Mrugała, Karol Żurek, Tadeusz Obłój.
 Československo –  Finsko 6:0 (1:0, 2:0, 3:0)
20. března 1973 – Ostrava

Branky a nahrávky Československa: 3. Jiří Kochta (Václav Nedomanský), 32. Bohuslav Ebermann (Jiří Bubla), 33. Oldřich Machač, 43. Václav Nedomanský (Eduard Novák), 49. Ivan Hlinka (Jan Klapáč), 52. Jiří Holík (Ivan Hlinka).

Rozhodčí: Heini Ehrensperger (SUI), Wojciech Szczepek (POL)

Vyloučení: 3:5 (využití 0:0, v oslabení 1:0) z toho Partinen na 10 minut.
ČSSR: Jiří Holeček – Oldřich Machač, František Pospíšil, Petr Adamík Jiří Bubla, Milan Kužela, Karel Vohralík – Jan Klapáč, Ivan Hlinka, Jiří Holík – Jiří Kochta, Václav Nedomanský, Josef Paleček- Eduard Novák, Richard Farda, Bohuslav Ebermann – Bohuslav Šťastný, Miroslav Dvořák, Jiří Novák (Čs. sport: jen první 3 útoky)
Finsko: Jorma Valtonen – Seppo Lindström, Ilpo Koskela, Jaukko Öystilä, Heikki Riihiranta, Lalli Partinen, Pekka Kuusisto – Lauri Mononen, Seppo Repo, Matti Keinonen - Juhani Tamminen, Veli-Pekka Ketola, Esa Peltonen - Henry Leppä, Timo Sutinen, Seppo Ahokainen.
 Československo –  Finsko 2:2 (0:0, 1:2, 1:0)
22. března 1973 – Opava

Branky Československa: 22. Ivan Hlinka, 55. Richard Farda.

Branky Finska: 31. Veli-Pekka Ketola, 33. Timo Sutinen

Rozhodčí: Heini Ehrensperger (SUI), Wojciech Szczepek (POL)

Vyloučení: 1:2 (využití 0:1)

Diváků: 9 000
ČSSR: Jiří Crha – Oldřich Machač, František Pospíšil, Milan Kužela, Karel Vohralík, Josef Horešovský, Petr Adamík – Jan Klapáč, Ivan Hlinka, Jiří Holík – Jiří Kochta, Václav Nedomanský, Josef Paleček – Eduard Novák (21. Jiří Novák), Jiří Novák (21.Richard Farda), Bohuslav Šťastný.
Finsko: Anti Leppänen – Jaukko Öystilä, Heikki Riihiranta, Seppo Lindström, Ilpo Koskela, Pekka Kuusisto, Lalli Partinen – Lauri Mononen, Veli-Pekka Ketola, Matti Keinonen – Henry Leppä, Timo Sutinen, Seppo Ahokainen – Jorma Vehmanen, Timo Turunen, Esa Peltonen - Seppo Repo, Juhani Tamminen, Pekka Rautakalio.

## Další zápasy reprezentace
Praha (Československo) -  Brantford Foresters 7:1 (1:1, 2:0, 4:0)
31. prosince 1972 - Brantford (Ontario)

Branky Prahy: 13. Václav Nedomanský, 35. Július Haas, 40. Július Haas, 45. Vladimír Martinec, 48. Václav Nedomanský, 51. Bohuslav Šťastný, 57. Július Haas.

Branka Brantfordu: 15. Milroy.

Rozhodčí: J. Gardner

Vyloučení: 3:5 (využití 1:1)
Praha: Jiří Holeček – Jiří Bubla, Josef Horešovský, Milan Kužela, Jaroslav Šíma, Milan Kajkl, Karel Vohralík - Vladimír Martinec, Richard Farda (Jiří Novák), Bohuslav Šťastný - Josef Paleček, Václav Nedomanský, Július Haas - Jiří Novák (Eduard Novák), Ivan Hlinka (Richard Farda), Jaroslav Pouzar.
Brantford Foresters: Stan Worosz (41. Bob Aitken) - Don Fraser, Kelcher, Joe Talaga, Bob Graham, Tom Polanic, Rohon - Carl Ahlsten, Terry McKnight, Chipolla - Moore, Milroy, Draper - Dave Jonson, John Hall, Bill Gratton - Terry Cook, Jim Reid, Jim Cochranne.
 Praha (Československo) -  Windsor Spitfires 14:1 (3:0, 7:1, 4:0)
1. ledna 1973 - Windsor (Ontario)

Branky a nahrávky Prahy: 8:25 Václav Nedomanský (Milan Kužela), 11:21 Karel Vohralík (Jiří Novák, Jaroslav Pouzar), 13:45 Bohuslav Ebermann (Bedřich Brunclík), 24:34 Július Haas (Václav Nedomanský), 28:53 Václav Nedomanský (Július Haas, Milan Kužela), 32:13 Eduard Novák (Oldřich Machač, Bohuslav Ebermann), 35:06 Július Haas (Milan Kužela, Jiří Bubla), 36:43 Jaroslav Pouzar (Ivan Hlinka, Jiří Novák), 37:15 Milan Kajkl, 38:48 Josef Paleček (Július Haas, Jiří Bubla), 43:28 Július Haas (Jiří Bubla), 48:24 František Pospíšil (Oldřich Machač), 51:30 Josef Paleček (Milan Kužela), 52:56 Jiří Novák (Jaroslav Pouzar, Karel Vohralík).

Branky a nahrávky Windsoru: 26:34 Paul Turley (Assadorian, Nick Natyshak).

Rozhodčí: Sam Sisco

Vyloučení: 7:7 (využití 2:0, v oslabení 3:0)
Praha: Jiří Crha - Milan Kužela, Jiří Bubla, Oldřich Machač, František Pospíšil, Milan Kajkl, Karel Vohralík - Josef Paleček, Václav Nedomanský, Július Haas - Eduard Novák, Bedřich Brunclík (41. Richard Farda), Bohuslav Ebermann - Jiří Novák, Ivan Hlinka, Jaroslav Pouzar.
Windsor Spitfires: Assadorian (21. Therrien, 41. Art Phillips) - John Riley, Frank Bathe, Bruce Fitzgerald, Rick Evans, McKibbin, Stephard - Ken Mann, Gary Bone, Dave Tabb - Nick Natyshak, Don MacPhee, Paul Turley - Moore, Mark Smith, Ted Bulley.
 Československo –  SSSR B 3:1 (2:0, 1:1, 0:0)
25. března 1973 – Havířov

Branky Československa: 4. Jan Klapáč, 13. Richard Farda, 23. Bohuslav Šťastný.

Branka SSSR B: 26. Sergej Glazov.

Rozhodčí: Ove Dahlberg (SWE), Rudolf Baťa (TCH)

Vyloučení: 6:5 (využití 0:0)
ČSSR: Jiří Holeček –  Oldřich Machač, František Pospíšil, Milan Kužela, Josef Horešovský, Petr Adamík, Jiří Bubla - Jan Klapáč, Ivan Hlinka, Jiří Holík – Jiří Kochta, Václav Nedomanský, Josef Paleček – Jiří Novák, Richard Farda, Bohuslav Šťastný.
SSSR B: Vladimir Šepovalov - Alex Volčenkov, Jurij Blochin, Alexander Filipov, Vladimir Orlov, Jurij Těrejechin, Jurij Ljapin - Vladimír Popov, Sergej Glazov, Jurij Blinov – Jevgenij Zimin, Viktor Šalimov, Leonid Borzov - Jevgenij Kotov, Vladimir Repněv, Michail Titov.
 Československo –  SSSR B 8:4 (2:0, 3:3, 3:1)
26. března 1973 – Karviná

Branky Československa: 3. Jiří Bubla, 5. Oldřich Machač, 26. Ivan Hlinka, 27. Jiří Kochta, 34. Adamík, 43. Václav Nedomanský, 52. Václav Nedomanký, 59:53 Jiří Holík.

Branka SSSR B: 30. Vladimír Děvjatov, 32. Jevgenij Zimin, 36. Jevgenij Zimin, 53. Jevgenij Kotov.

Rozhodčí: Ove Dahlberg (SWE), Rudolf Baťa (TCH)

Vyloučení: 8:11 (využití 3:2, v oslabení 2:0) z toho Jurij Blochin na 10 minut a Vladimir Orlov do konce zápasu.
ČSSR: Jiří Crha - Oldřich Machač, František Pospíšil, Milan Kužela, Karel Vohralík, Petr Adamík, Jiří Bubla - Ivan Hlinka, Jaroslav Holík, Jiří Holík – Jiří Kochta, Václav Nedomanský, Josef Paleček – Vladimír Martinec, Richard Farda, Bohuslav Šťastný.
SSSR B: Vladimir Šepovalov – Alex Volčenkov, Jurij Blochin, Alexander Filipov, Vladimir Orlov (28. Boris Verigin), Jevgenij Kazačkin, Jurij Ljapin - Vladimír Popov, Sergej Glazov, Jurij Blinov – Jevgenij Zimin, Viktor Šalimov, Vladimír Děvjatov - Jevgenij Kotov, Vladimir Repněv, Michail Titov.